# Rome City (Indiana)
Rome City es un pueblo ubicado en el condado de Noble en el estado estadounidense de Indiana. En el Censo de 2010 tenía una población de 1361 habitantes y una densidad poblacional de 244,64 personas por km².

## Geografía
Rome City se encuentra ubicado en las coordenadas 41°29′33″N 85°21′51″O / 41.49250, -85.36417. Según la Oficina del Censo de los Estados Unidos, Rome City tiene una superficie total de 5.56 km², de la cual 3 km² corresponden a tierra firme y (46.14%) 2.57 km² es agua.

## Demografía
Según el censo de 2010, había 1361 personas residiendo en Rome City. La densidad de población era de 244,64 hab./km². De los 1361 habitantes, Rome City estaba compuesto por el 98.82% blancos, el 0.44% eran afroamericanos, el 0.22% eran amerindios, el 0.15% eran asiáticos, el 0% eran isleños del Pacífico, el 0.15% eran de otras razas y el 0.22% pertenecían a dos o más razas. Del total de la población el 1.1% eran hispanos o latinos de cualquier raza.